# Gürath

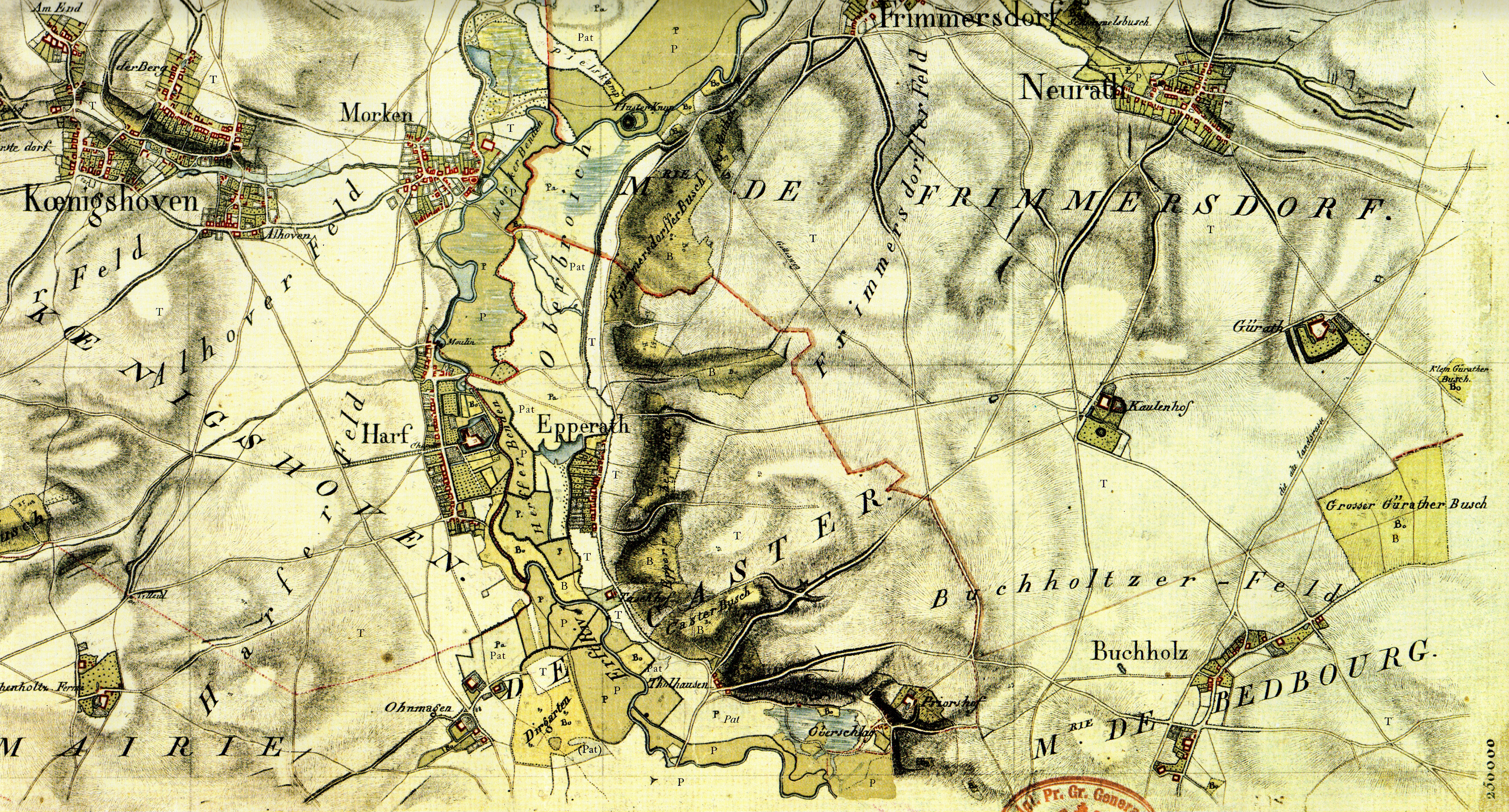
Gürath auf der Tranchotkarte Grevenbroich von 1807

Gürath war ein Dorf im Gebiet der heutigen Stadt Grevenbroich. Der Ort musste um 1920 als erstes Dorf dem Braunkohlebergbau im rheinischen Revier weichen.
Gürath (ältere Schreibweisen: Judenrode, Gudenrode) war Sitz einer Kommende der Ballei Koblenz des Deutschen Ordens. Das Dorf Elsen wurde 1263 von den Ordensbrüdern aus Gürath gekauft. Später verlor Gürath für den Deutschen Orden an Bedeutung und der Sitz der Kommende wurde nach Elsen verlegt.
Die Tranchotkarte zeigt eine wasserumwehrte Großanlage, die kurz vor dem Abbruch des Hofes, der im Zuge des Braunkohlenabbaus schon 1900 erfolgte, noch von Paul Clemen beschrieben werden konnte:
"eine unregelmäßige viereckige Anlage, die im Laufe der Jahrhunderte vielen Änderungen und Umbauten unterworfen gewesen sein muss; das Wohnhaus ist ein zweistöckiger Bau von fünf Achsen mit geschweiften abgesteppten Giebeln und einem geschieferten Satteldach. Die Eingangstür liegt in der zweiten Achse. An einem der Wirtschaftsgebäude ist das Wappen des Deutschen Ordens mit der Jahreszahl 1782 eingelassen."
Bei der Säkularisation umfasste der Neurather Hof mehr als 113 ha Land, der Hof war also ein sehr bedeutender Besitz.

## Der Ortsname
Judenrode ist die mittelalterliche Form des Ortsnamens Gürath. Der Ortsname geht vermutlich auf einen Personennamen zurück (Genitiv von Judo oder ähnlich). Nach Kirchhoff (2006) ist die jüngere Form Gürath eine hyperkorrekte Ersetzung des J durch ein G, nachdem älteres G im Anlaut mundartlich zum J verschoben worden war. Man hatte ein solches älteres G im Anlaut wohl auch fälschlicherweise in Judenrode vermutet.